# Roadsinger
Roadsinger je třinácté studiové album anglického písničkáře Cata Stevense, druhé vydané pod jeho novým jménem Yusuf Islam. Vyšlo 5. května 2009 a spolu se zpěvákem jej produkoval švédský producent Martin Terefe. V britské hitparádě se umístilo na 10. místě, v americké Billboard 200 dosáhlo 41. Standardní verze alba obsahuje jedenáct písní, ve streamovací službě iTunes byly dostupné ještě dva bonusy, a sice písně „Boots and Sand“, v níž hostují Paul McCartney a Dolly Parton, a „Peace Train Blues“.

## Seznam skladeb
Všechny skladby napsal Yusuf Islam.
| Pořadí         | Název              | Délka |
| -------------- | ------------------ | ----- |
| 1.             | Welcome Home       | 4:23  |
| 2.             | Thinking 'Bout You | 2:31  |
| 3.             | Everytime I Dream  | 3:09  |
| 4.             | The Rain           | 3:26  |
| 5.             | World O' Darkness  | 2:23  |
| 6.             | Be What You Must   | 3:25  |
| 7.             | This Glass World   | 2:02  |
| 8.             | Roadsinger         | 4:09  |
| 9.             | All Kinds of Roses | 2:38  |
| 10.            | Dream On (Until…)  | 1:56  |
| 11.            | Shamsia            | 1:29  |
| Celková délka: | Celková délka:     | 31:37 |

## Obsazení
- Yusuf (Cat Stevens) – zpěv, kytara, klavír, syntezátor, perkuse, varhany
- Martin Terefe – kytara, baskytara, klavír
- Yogi Lonich – kytara
- David Davidson – aranžmá smyčců
- Kenny Passarelli – baskytara
- Kristoffer Sonne – bicí, tamburína
- Mark Clark – bicí
- Pete Adams – varhany Wurlitzer, klavír
- Jimmy Bowland – tenorsaxofon
- Gunnar Nelson – doprovodné vokály
- Holly Williams – doprovodné vokály
- James Morrison – doprovodné vokály
- Michelle Branch – doprovodné vokály
- Terry Sylvester – doprovodné vokály